# Josip Barković
Josip Barković (* 16. Januar 1918 in Otočac, Österreich-Ungarn; † 7. Dezember 2011 in Zagreb, Kroatien) war ein kroatischer Schriftsteller, Drehbuchautor und Filmregisseur.

## Leben und Werk
Josip Barković wuchs in Otočac, Gospić, Karlovac und Belgrad auf. Er begann ein Studium in Zagreb, welches er wegen des Zweiten Weltkrieges aufgeben musste. Er kämpfte später bei den Partisanen gegen die Nazis. Nach dem Krieg wurde er Redakteur bei Radio Zagreb, Artdirector bei Jadran Film und Chefredakteur beim Magazin  Izvor i Krugovi  und später beim Verlag Lykos i Epoha.
Bereits Mitte der 1930er Jahre schrieb Barković seine ersten Gedichte und Kurzgeschichten. Mit Sinovi slobode erschien 1948 sein erster Roman. Sein 1955 und 1956 erschienener Doppelroman Dolina djetinjstva ist das einzige Werk, welches in deutscher Sprache erschien. Tal der Kindheit wurde 1960 vom Karl Dietz Verlag Berlin verlegt. Mit Marsal Tito u Hrvatskoj und Sinji galeb schrieb Barković zwei verfilmte Drehbücher, wobei er bei dem ersten, einer Kurzfilmdokumentation, auch die Regie übernahm.

## Werke
Kurzgeschichten und Erzählungen
- 1945: Iza prve linije
- 1951: Tri smrti
- 1954: Na rubu noći
- 1960: Zeleni dječak
- 1965: Hrabra četa pionira Peće
- 1970: Četiri slavne godine
- 1974: Mala Jalta
- 1986: Noć na Krbavskom polju
- 1986: Sablasti i utvare našeg otoka
- 1988: Bane Petre Zrinski
- 1999: Piramida

Historische Werke
- 1945: Na zagrebačkoj fronti
- 1949: Iz borbe i izgradnje
- 1951: Narodni heroj Marko Orešković

Romane
- 1948: Sinovi slobode
- 1955: Dolina djetinjstva, I. dio
- 1956: Dolina djetinjstva, II. dio
  - Tal der Kindheit. Übers. u. mit e. Nachw. vers. v. Ina Jun-Broda. Dietz Verlag, Berlin 1960
- 1958: Pođimo časak umrijeti
- 1963: Alma
- 1969: Sante
- 1973: Tračak
- 1978: Vinograd
- 1980: Droga na seoski način

## Filmografie (Auswahl)
- 1946: Marsal Tito u Hrvatskoj
- 1953: Kalle und das Geheimnis der blauen Möwe (Sinji galeb)